# 로마력

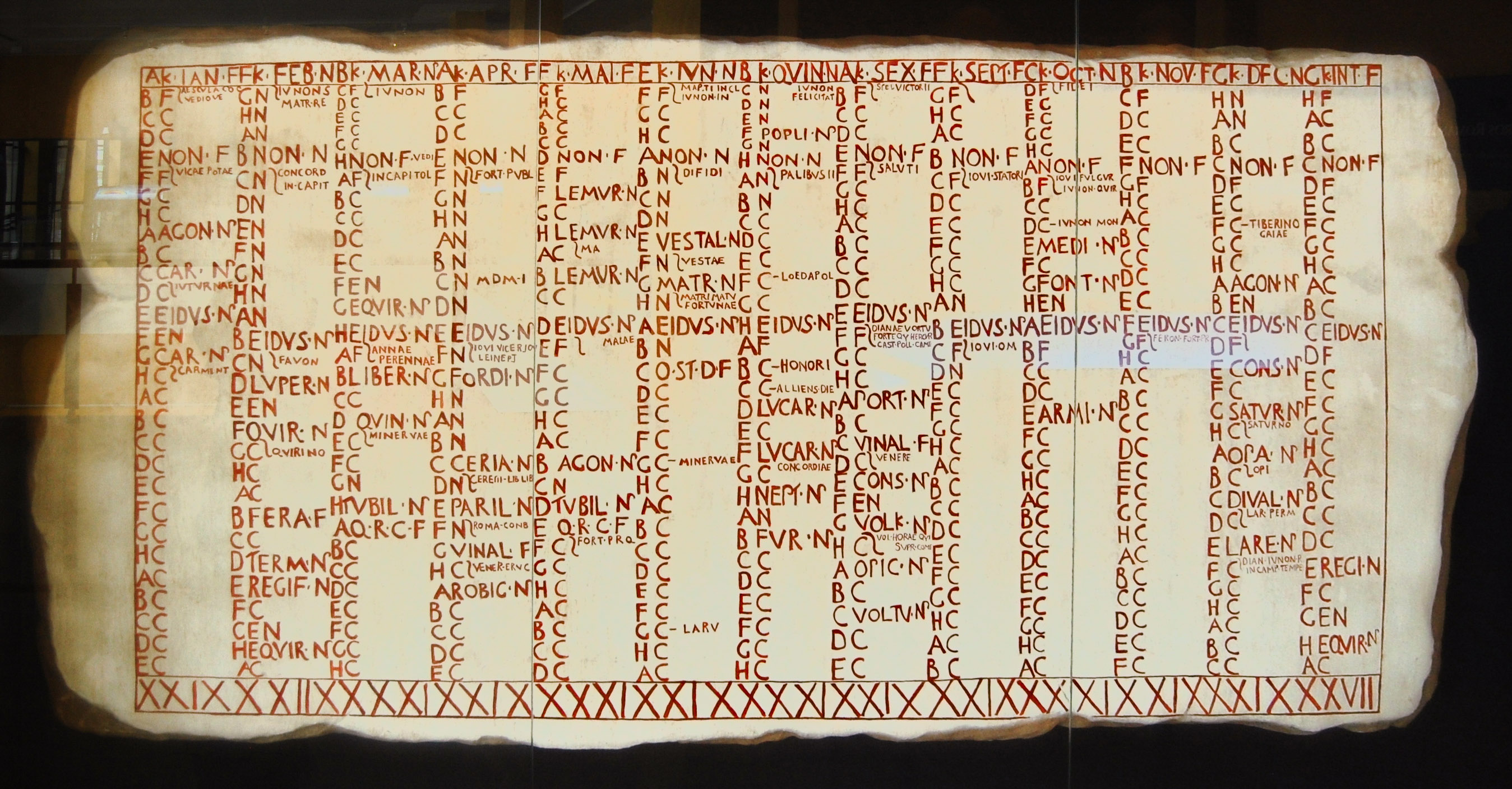

로마력(Roman calendar)은 로마 왕국과 로마 공화국에 의해 사용된 역법이다. 이 용어는 율리우스력을 포함하기도 한다.
로마력이 만들어진 이후 연도는 집정관에 의해 날짜가 계수되기 시작했다.

## 같이 보기
- 율리우스력
- 로마 보편 전례력
- 13월